# 藤崎宮前站

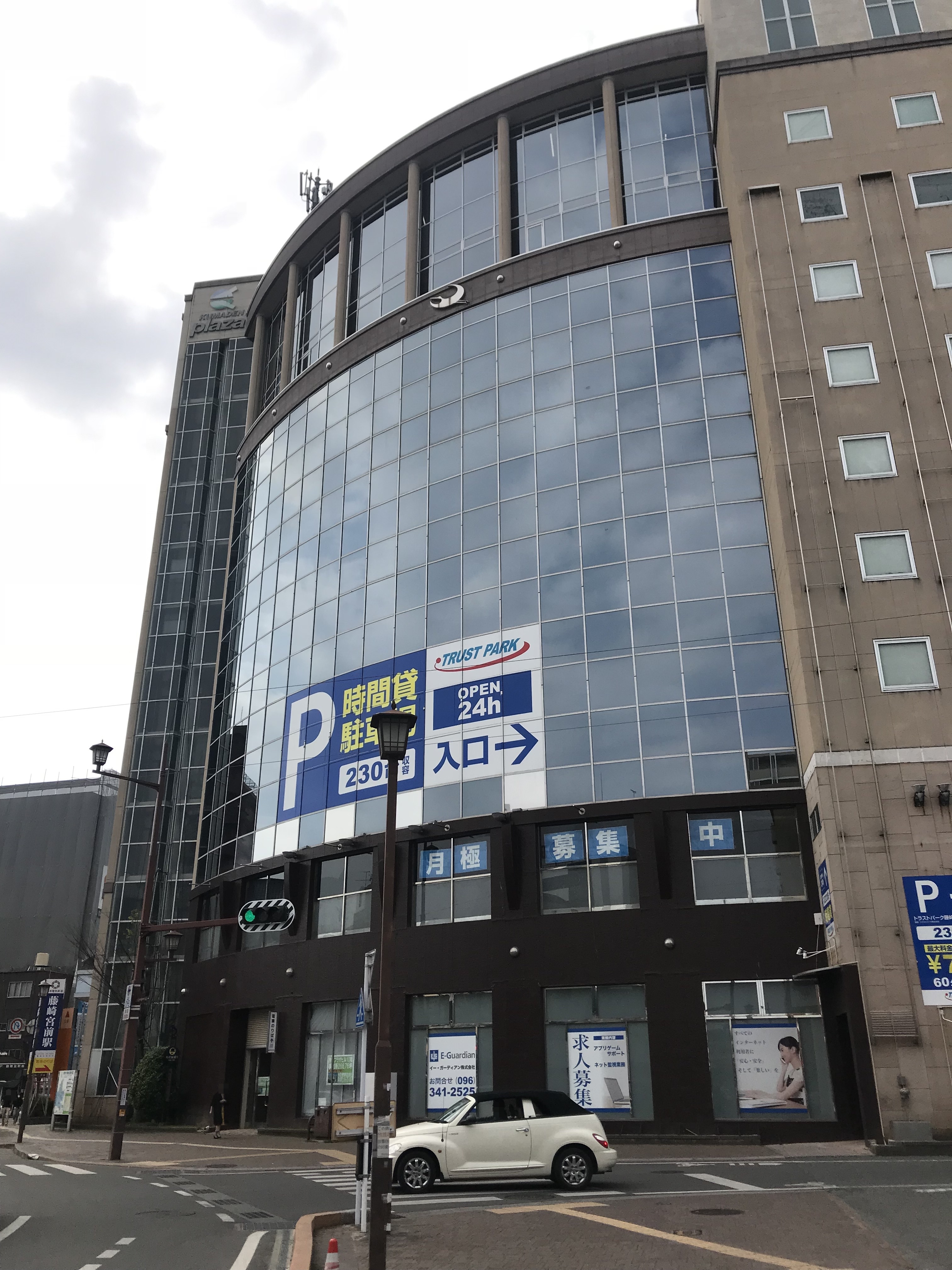
車站大廈

藤崎宮前站（日语：／ Fujisakigu-mae eki */?）是位於熊本縣熊本市中央區坪井二丁目，熊本電氣鐵道的藤崎線車站（終點站）。車站編號為KD06。
車站名稱取自東邊約400米處的藤崎八旛宮。

## 歷史
- 1911年（明治44年）10月1日：北千反畑停留場啟用（當時為電車線）。
- 1913年（大正2年）
  - 8月2日：車站改名為廣町停留場。
  - 8月27日：此站至高江（日语：高江駅）之間開通，廣町站啟用，部分列車會在此站折返。
- 1924年 （大正13年）：車站改名為藤崎宮前站。
- 1949年（昭和24年）4月1日：隨著走線變更，北熊本至此站之間開通，此站至龜井的舊線廢止。
- 1953年（昭和28年）6月26日：因水災使上熊本至此站之間的電車線不能通行。
- 1954年（昭和29年）6月1日：上熊本至此站之間的電車線廢止，並轉讓至熊本市交通局，同年10月1日連接熊本市電幹線的熊本市電坪井線（日语：熊本市電坪井線）開通。坪井線於1970年（昭和45年）5月1日廢止。從此成為鐵路站單獨車站。
- 1979年（昭和54年）8月1日：結束貨物起卸業務。
- 1984年（昭和59年）2月1日：結束小行李起卸業務。
- 1985年（昭和60年）5月1日：不再發售車票，改為發行整理券。
- 1988年（昭和63年）4月11日 - 隨著引入自動閉塞裝置（電子符號照査式），此站成為無人車站。售票業務委托子公司熊本電鐵觀光負責。
- 1997年（平成9年）2月14日：新車站大樓完成。現時的新月台開放使用。
- 2015年（平成27年）4月1日：此站可以使用交通系IC卡「熊本地域振興IC卡（日语：熊本地域振興ICカード）（熊本熊之IC CARD）」[1]。
- 2017年（平成29年）2月22日：晚上9時25分，一架從藤崎宮前站出發前往御代志的列車在出發時發生出軌事故，翌23日起至3月6日之間黑髮町至此站之間的列車暫停服務[2]。在3月7日首班車起，全線重開[3]。
- 2019年（平成31年）1月9日：藤崎宮前站至黑髮町站之間再次發生列車出軌事故，在翌月2月3日起黑髮町至此站之間重開[4][5][6]。
- 2019年（令和元年）10月1日：此站引入車站編號[7]。

## 車站構造
曾經此站設有木造車站大樓，當時設有貨物起卸業務和為有人車站。站內設有2面2線的港灣式月台和2條貨物專用側線，日間2號月台和側線會有列車停泊。隨著車站大樓老化，於1997年2月重建，並建造一座車站大廈，變成現時的路軌配置。現時此站是地面車站，設有2面1線港灣式月台，分為乘車月台和下車月台。此站已經預留1線可作擴展車站。
車站大廈樓高11層，1樓為彈珠機店(在2014年4月結業)、2樓為辦公室，3樓至9樓為停車場。從前10樓和11樓為餐廳和溫泉，現時已經暫停營業。
此站是無人車站，平日和星期六設有櫃臺服務，用作售賣定期票。此外，平日早上繁忙時間多客時段，會有檢票業務。早上、深夜、星期日與假期完全成為無人車站。此外，毎年除夕和元旦，以及毎年9月舉行藤崎八旛宮秋季例大祭，以及神幸行列（隨兵行列）最後一天（第5日），這些時段會有車站職員當值。月台入口和檢票口均設有IC卡讀卡機。平日早上通勤時段，於檢票口處設有出閘機。
營業時間
- 平日 7:15 - 19:00
- 星期六 7:15 - 17:00
- 假日 休息

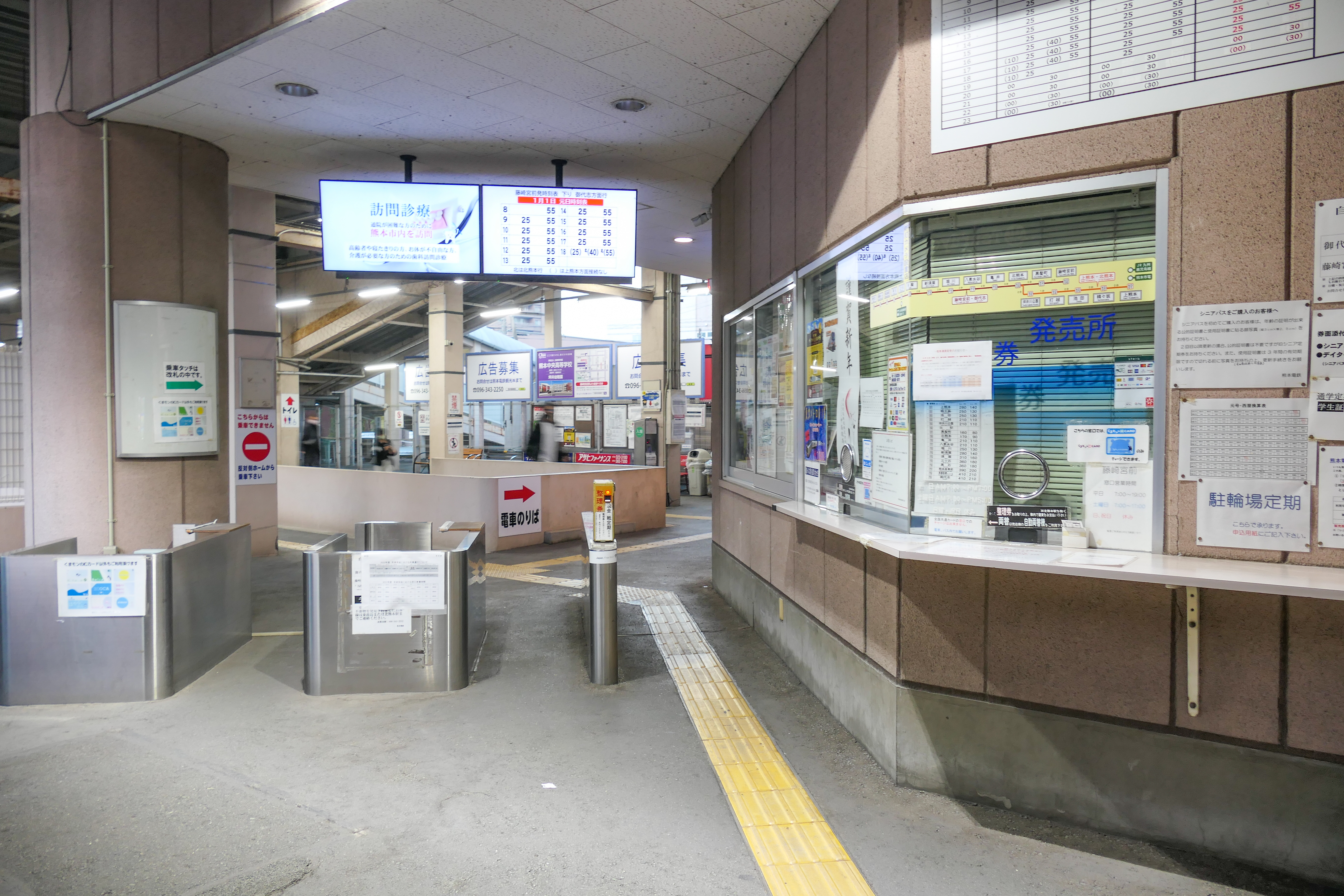
閘口(2022年1月）
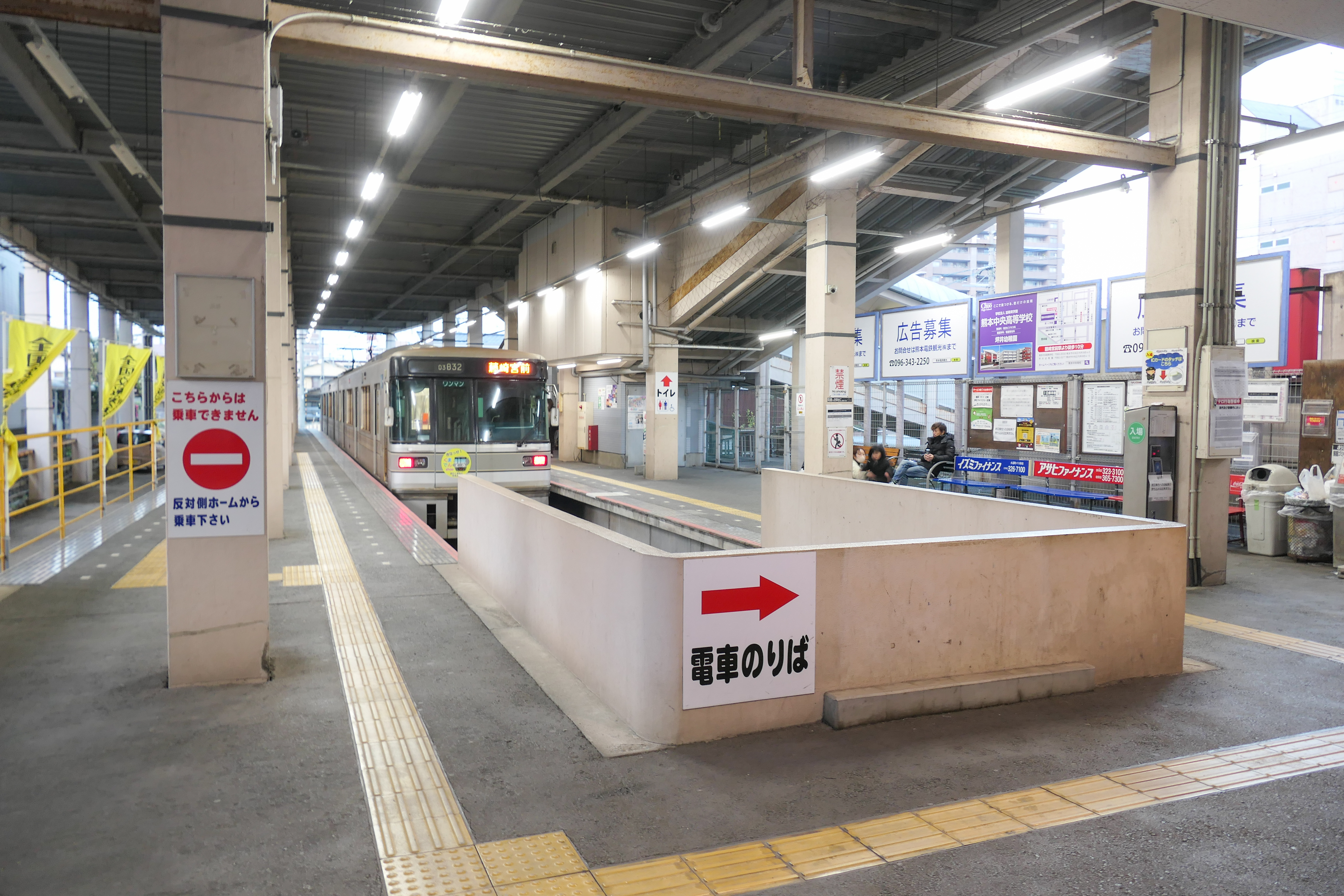
月台(2022年1月)
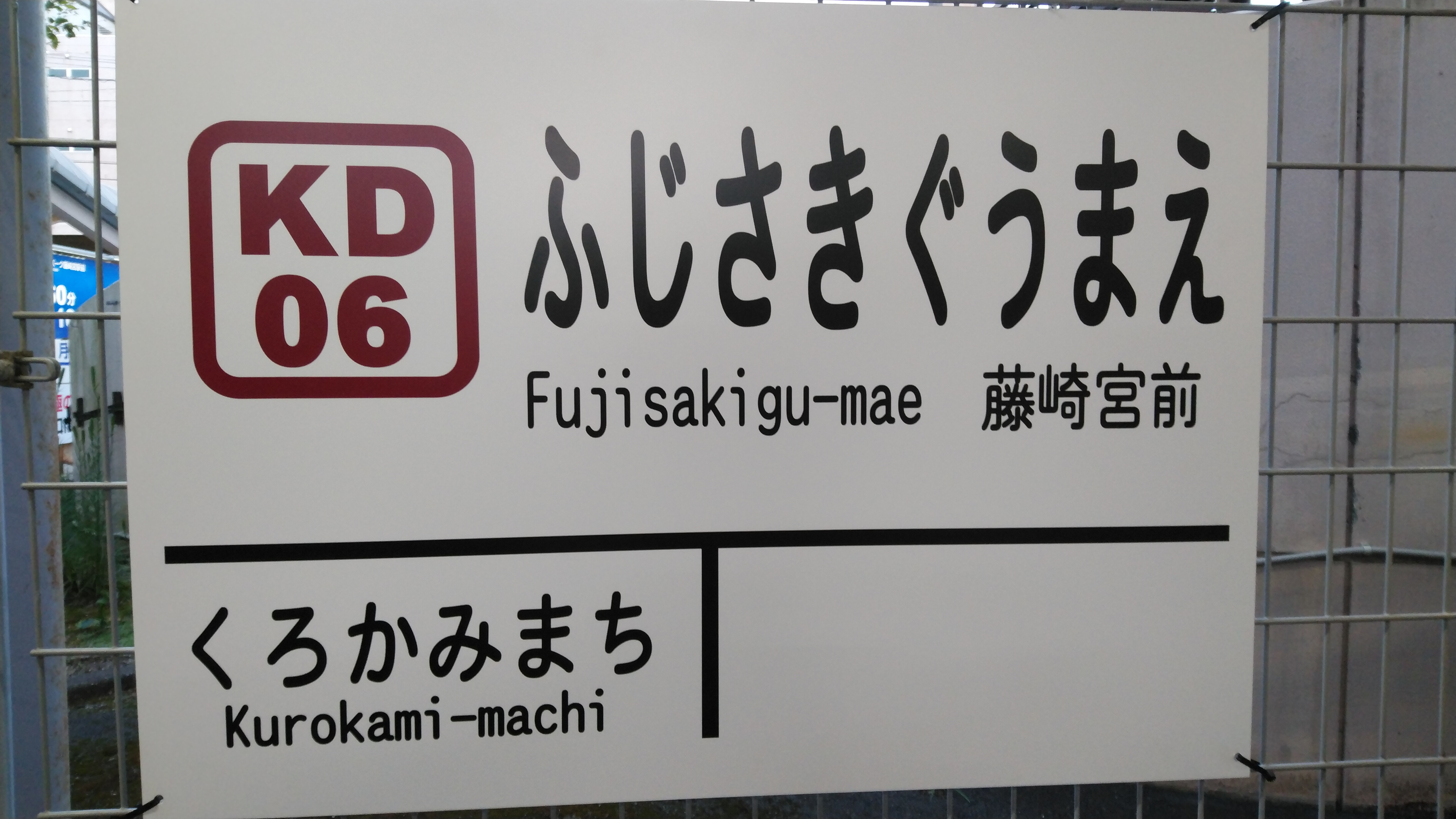
站名牌

### 月台
| 月台 | 路線            | 方向       |
| ---- | --------------- | ---------- |
| 1    | ■藤崎線（本線） | 御代志方向 |
| (2)  | ■藤崎線（本線） | 下車月台   |

## 使用狀況
| 年度   | 1日平均 乘車人次 | 1日平均 上下車人次 |
| ------ | ---------------- | ------------------ |
| 2011年 | 1,204            | 2,718              |
| 2012年 | 1,203            | 2,715              |
| 2013年 | 1,306            | 2,950              |
| 2014年 | 1,299            | 2,932              |
| 2015年 | 1,233            | 2,899              |
| 2016年 | 1,181            | 2,840              |
| 2017年 | 1,144            | 2,852              |
| 2018年 | 910              | 2,195              |

## 車站周邊

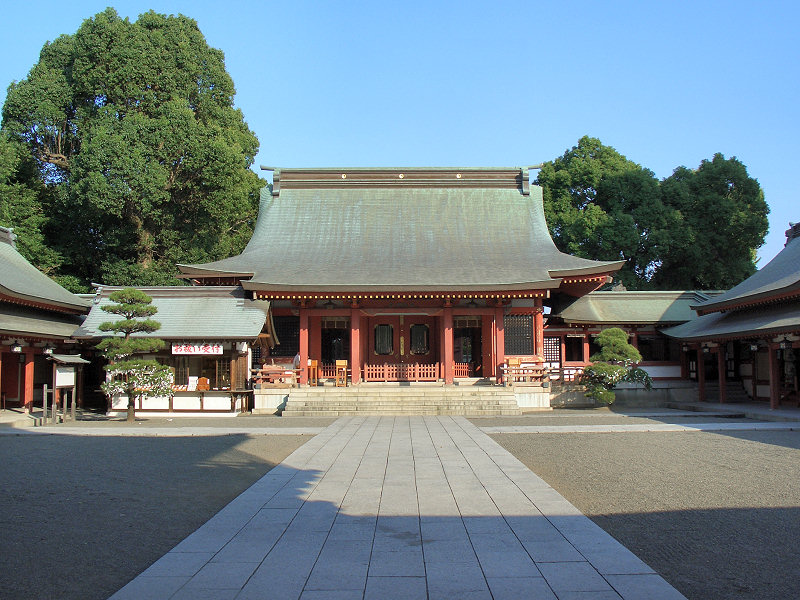
藤崎八旛宮

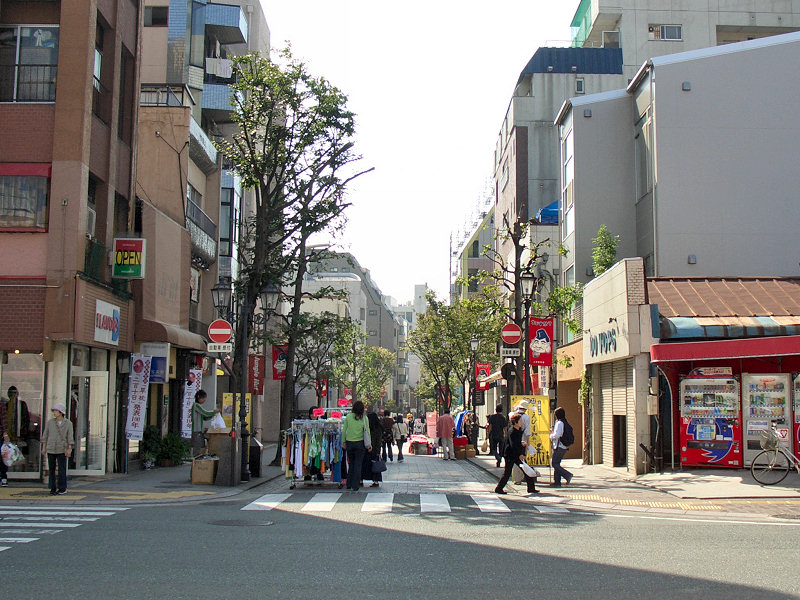
上通商店街、並木坂

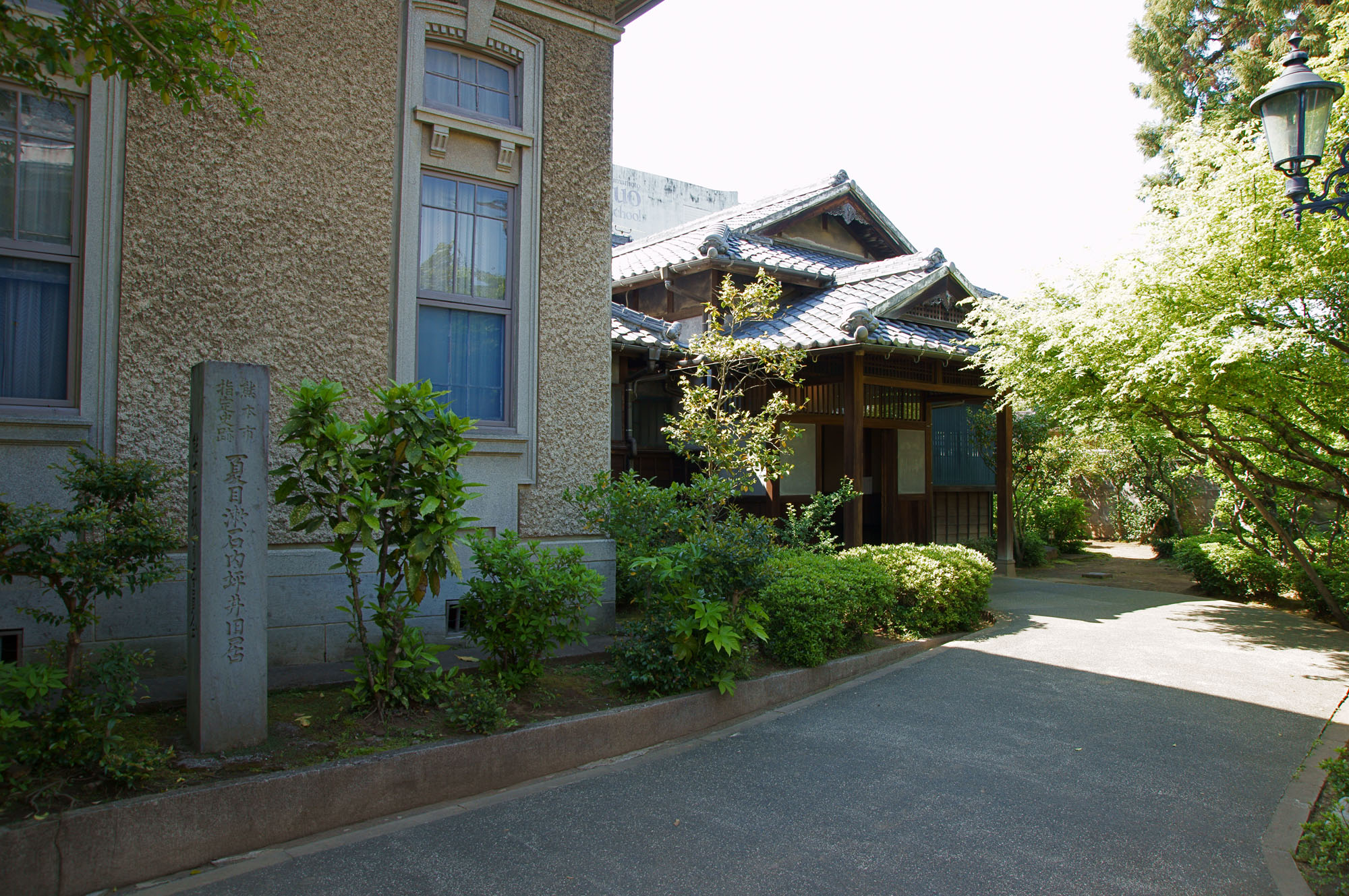
夏目漱石內坪井舊居

車站位於熊本市區北邊，周邊設有許多商業設施，附近設有上通並木坂商店街和上乃裏通。此外，此站為交通樞紐，站前設有熊本縣道1號熊本玉名線東邊設有國道3號。
- 熊本市立壺川小學（日语：熊本市立壺川小学校）
- 寺原汽車學校（日语：寺原自動車学校）
- 熊本家庭裁判所（日语：熊本家庭裁判所）
- 安元元年笠塔婆（縣指定重要文化財 市指定重要文化財）
- 熊本中央警署（日语：熊本中央警察署） - 約500米。國道3號南邊。
- 熊本城
- 西本願寺熊本別院 - 約60米
- 國道3號 - 約150米
- 藤崎八旛宮（日语：藤崎八旛宮） - 約400米
- 熊本市立碩台小學（日语：熊本市立碩台小学校）
- 熊本市立碩台幼稚園（日语：熊本市立碩台幼稚園） - 鄰接藤崎八旛宮。
- 夏目漱石第六之故居
- 熊本信愛女學中學·高等學校（日语：熊本信愛女学院中学校・高等学校）
- 熊本信愛女學院幼稚園（日语：熊本信愛女学院幼稚園）
- 熊本市立城東小學（日语：熊本市立城東小学校）
- 熊本市立藤園中學（日语：熊本市立藤園中学校）
- 熊本中央高等學校（日语：熊本中央高等学校）
- 壺溪塾（日语：壺溪塾）坪井本校
- FM熊本（日语：エフエム熊本）
- 夏目漱石内坪井故居居（第五之故居、夏目漱石紀念館）

## 巴士路線
藤崎宮前站 - 車站出口處
- 電鐵巴士
  - C1-1
前往熊本站（經水道町（日语：水道町 (熊本市)）、櫻町BT（日语：熊本桜町バスターミナル）） - 只有平日早上2班
  - K6-0
前往縣會議事堂前（經水道町、水前寺站通、縣廳前（日语：熊本県庁）） - 只有平日早上2班

站前只有上述路線。
曾經藤崎宮環狀（日语：ゆうゆうバス_(熊本市)#運行終了後の状況）停靠站前，後來於2012年3月尾取消。

藤崎宮前 - 位於東邊約200米的國道3號上。
- 都市巴士（日语：熊本都市バス）
- 産交巴士（日语：九州産交バス）
- 電鐵巴士
有許多巴士路線前往中心內。

信愛女學院前- 位於西邊約400米處。
- 熊本電鐵巴士
  - B1-3
前往高平南公園（經寺原町、津之浦）／櫻町BT（經壺井橋）

## 相鄰車站
熊本電氣鐵道
■藤崎線
藤崎宮前（KD06）－黑髮町（KD07）

### 曾經存在的路線
刪除線是在廢線前已經廢止。
熊本電氣鐵道
鐵道線
廣町停留場－藤崎宮前－立町－三軒町－室園

## 注腳
1. 1 2  電鉄電車（菊電）でのご利用 （页面存档备份，存于）（日語）（熊本熊之IC CARD）
2. ↑  電車運休について （页面存档备份，存于）（日語） - 熊本電氣鐵道
3. ↑  列車の運行再開について （页面存档备份，存于）（日語） - 熊本電氣鐵道
4. ↑  ２年前と同じ区間で…熊本電鉄が脱線　復旧メド立たず （页面存档备份，存于）（日語） - 朝日新聞數碼，2019年1月9日
5. ↑  脱線事故の熊本電鉄は大半が再開…藤崎宮前-黒髪町間の事故区間は運休が続く （页面存档备份，存于）（日語） - Response，2019年1月11日
6. ↑  列車の運行再開について （页面存档备份，存于）（日語） - 熊本電氣鐵道，2019年2月2日
7. ↑  電車 「駅ナンバリング」導入のお知らせ （页面存档备份，存于）（日語） - 熊本電氣鐵道，2019年8月15日，同日參閲。
8. ↑  国土数値情報　駅別乗降客数データ  （页面存档备份，存于）（日語） - 國土交通省，2020年9月19日參閲
9. ↑   （页面存档备份，存于）（日語） - 九州運輸要覧，2018年3月28日參閲
10. ↑   （页面存档备份，存于）（日語） - 九州運輸要覧，2018年3月28日參閲
11. ↑   （页面存档备份，存于）（日語） - 九州運輸要覧，2018年3月28日參閲
12. ↑   （页面存档备份，存于）（日語） - 九州運輸要覧，2018年3月26日參閲
13. ↑   （页面存档备份，存于）（日語） - 九州運輸要覧，2018年3月26日參閲
14. ↑   （页面存档备份，存于）（日語） - 九州運輸要覧，2019年6月30日參閲
15. ↑   （页面存档备份，存于）（日語） - 九州運輸要覧，2019年7月3日參閲
16. ↑  令和元年度版 九州運輸要覧 （页面存档备份，存于）（日語） ，2020年9月19日參閲

## 外部連結
- 藤崎宮前站 （页面存档备份，存于）（日語）（路線圖、車站情報） - 熊本電氣鐵道